# Matthew Timmons
Matthew Timmons (ur. 14 stycznia 1993) – amerykański aktor. Znany głównie z roli Woody'ego Finka z sitcomu Disneya Suite Life: Nie ma to jak statek.

## Filmografia
| Rok       | Tytuł                            | Rola             | Notka             |
| --------- | -------------------------------- | ---------------- | ----------------- |
| 2008-2011 | Suite Life: Nie ma to jak statek | Woody Fink       | Rola drugoplanowa |
|           | In Plain Sight                   | Marshal Lipinski | Rola gościnna     |
| 2011      | The Suite Life Movie             | Woody Fink       | Rola główna       |